# Mondproces

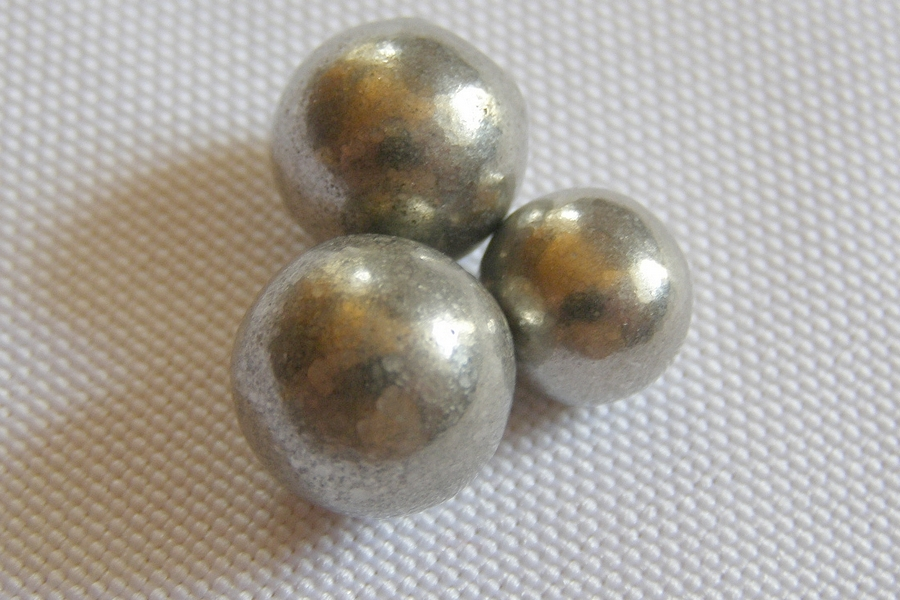
Nikkelbolletjes die met behulp van het Mondproces zijn vervaardigd.

Het Mondproces of (nikkel)carbonylproces is een chemisch proces, dat in 1899 werd ontwikkeld door Ludwig Mond om nikkel uit ertsen te halen en te zuiveren. Dit gebeurt door nikkeloxide in drie fasen om te vormen tot zuiver nikkel. Het proces maakt gebruik van het feit dat nikkel en koolstofmonoxide snel met elkaar binden en nikkeltetracarbonyl vormen.

## Procesverloop
Het proces verloopt in drie fasen. In de eerste stap reageert nikkel(II)oxide met syngas bij een temperatuur van 200°C. Hierdoor ontstaat onzuiver nikkel, waarbij er nog (in mindere mate) ijzer en kobalt aanwezig zijn:
{\displaystyle \mathrm {NiO\ +\ H_{2}\longrightarrow \ Ni\ +\ H_{2}O} }
Het onzuivere nikkel reageert met een overmaat aan koolstofmonoxide bij 50 à 60°C, waardoor nikkeltetracarbonyl wordt gevormd. Het mengsel van nikkel en koolstofmonoxide wordt opgewarmd tot 220-250°C:
{\displaystyle \mathrm {Ni\ +\ 4\ CO\longrightarrow \ Ni(CO)_{4}} }
Enkel nikkel reageert hier tot een carbonylcomplex. Door de opwarming dissocieert nikkeltetracarbonyl in zuiver nikkel en koolstofmonoxide:
{\displaystyle \mathrm {Ni(CO)_{4}\longrightarrow \ Ni\ +\ 4\ CO} }